# Bitterroot National Forest
Der Bitterroot National Forest ist ein im westlichen Montana und östlichen Idaho gelegener Nationalforst. Der fast 6500 km² große Forst ist Teil der nördlichen Rocky Mountains. Die Höhe des Waldes reicht von 975 m am nördlichen Ende des Bitterroot Valleys bis 3096 m auf dem Trapper Peak. Die Gras- und Buschlandschaft im Tal ist überwiegend Lebensraum für Gelb-Kiefern, mit zunehmender Höhe bestimmen Gewöhnliche Douglasien (Pseudotsuga menziesii), Küsten-Kiefern (Pinus contorta), Westamerikanische Lärchen (Larix occidentalis), Engelmann-Fichten (Picea engelmannii), Felsengebirgs-Tannen (Abies lasiocarpa), Felsengebirgs-Lärchen (Larix lyallii) und Weißstämmige Kiefern (Pinus albicaulis) das Landschaftsbild. Der Wald ist unter anderem Lebensraum für Maultierhirsche, Weißwedelhirsche, Elche, Dickhornschafe, Schneeziegen, Amerikanische Schwarzbären und Pumas.
Der Bitterroot National Forest wurde vor mindestens 8000 Jahren erstmals von Menschen besiedelt. Er ist das ehemalige Stammesgebiet der Flathead, wurde aber auch von den Nez Percé frequentiert. Die Lewis-und-Clark-Expedition 1805 war der erste dokumentierte Kontakt von Euro-Amerikanern mit dem Wald. Die Entdeckung von Gold in den 1860er Jahren führte zu einer verstärkten Einwanderung in dem Gebiet. 1907 wurde das Bitterroot Forest Reserve ein National Forest. Der Sitz des Forstes befindet sich in Hamilton.